# Helicopsyche voigti
Helicopsyche voigti là một loài Trichoptera hóa thạch trong họ Helicopsychidae.